# Bloedbad van Yelwa
Onder het Bloedbad van Yelwa wordt een reeks aanslagen en massamoorden verstaan die begin 2004 plaatsvonden in Nigeria, vooral te Yelwa en Shendam in de staat Plateau. In totaal vielen daarbij zo'n 1000 doden. Het Bloedbad van Yelwa was een van de eerste grote aanslagen in het Shariaconflict in Nigeria.

## Achtergrond
Er was al minstens een eeuw een conflict gaande tussen verschillende etnische groepen in de overwegend christelijke stadjes Yelwa en Shendam, vooral de gemengd christelijk-islamitische Gamai (oftewel Goemai) die beweerden "inheems" te zijn en de overwegend islamitische Jarawa die beweerden de "oorspronkelijke stichters" van Yelwa te zijn. Pas in de jaren 1990 werd het conflict ernstig toen de leider van de Gamai in Shendam de Jarawa en andere overwegend islamitische stammen zoals de Borghom en Pyem inheemse rechten begon te weigeren. De lokale christenbevolking werd steeds afwijzender ten opzichte van inwijkelingen uit het islamitische noorden zoals de Fulbe en Tarok. De spanningen namen toe toen in april 2002 bij verkiezingen langs religieuze grenzen werd gestemd. Hoewel de oorzaken van het conflict niet in religieuze maar etnische termen (inheemsen versus immigranten, boeren versus herders) worden beschreven, werden de godsdiensten uiteindelijk de vlag waaronder de inwoners van Yelwa en Shendam zich gingen scharen, ongeacht hun stam. Met religieuze taal werd eigen zaak verdedigd of de tegenstander verketterd, en ten slotte werden mensen op grond van hun geloof uitgekozen en aangevallen.

## Bloedbaden
Op 24 februari doodden moslims 78 christenen in een kerk in Yelwa, waarvan er op dat moment ongeveer 40 aan het bidden waren; er vielen ook doden aan islamitische zijde. De aanleiding zou een oproep tot jihad zijn geweest door een lokale moskee. Na kleinere aanslagen over en weer moordden christenen als wraak op 1 en 2 mei moslims in het stadje Yelwa uit, waarbij zij meer dan 700 dodelijke slachtoffers maakten. Christelijke milities, gewapend met kapmessen en vuurwapens en communicerend met mobiele telefoons, slachtten niet alleen moslims af maar plunderden ook hun huizen en staken ze in brand; duizenden moslims sloegen op de vlucht. De autoriteiten bagatelliseerden de aantallen slachtoffers terwijl extra veiligheidstroepen werden gestuurd om de situatie weer te bedaren. Een moslimrepresaille in Kano op 11 en 12 mei had dan weer meer dan 200 christendoden tot gevolg. Dit werd gevolgd door kleinere rellen tegen christenen in omliggende dorpen in Plateau, waarbij er ook enkelen om het leven werden gebracht.

## Overheidsreactie
Op 18 mei riep president Olusegun Obasanjo, die de situatie omschreef als "vlak bij wederzijdse genocide", de noodtoestand uit in de staat Plateau en schorste de gouverneur. De interim-gouverneur zette een ambitieus halfjaarplan op om de vrede in Plateau te herstellen, inclusief de oprichting van een waarheidscommissie en vervolging van de daders; in juni werden er in totaal 87 verdachten voor de rechter gedaagd. Obasanjo liet echter de nadruk op vervolging van de daders en de opzet van een waarheidscommissie varen in oktober, om ten slotte in november de noodtoestand op te heffen en de oude gouverneur weer in diens ambt te herstellen. Anno 2012 meldde Human Rights Watch na onderzoek bij de Nigeriaanse justitie dat er geen gevallen bekend zijn van succesvol vervolgde personen voor het geweld in Yelwa en elders.